# Volfembutel
Volfembutel (em alemão: Wolfenbüttel) é uma cidade da Alemanha localizada no estado da Baixa Saxônia, às margens do rio Oker. Fica a cerca de 12 km de Brunsvique. É a capital do distrito de Volfembutel.